# Ka'b bin Zuhayr
Ka'b bin Zuhayr (en árabe: كعب ابن زهير ابن ابي سلمى; AFI:[kaʕb bɪn zuhajɾ bɪn ʔabiː sulmaː]) fue un poeta árabe de inicios del periodo islámico, autor de una de las más famosas qasidas en idioma árabe, Bānat Su'ād, cuya sección de alabanza –madīḥ– está dedicada al Profeta Mahoma.

## Biografía
No se sabe bien la fecha de nacimiento y muerte de Ka'b bin Zuhayr, pero está considerado uno de los poetas de la era islámica, es decir, contemporáneos a Mahoma o, en árabe, muḫaḍramūn. Su padre era Zuhayr Ibn Abī Sulmā, uno de los poetas-filósofos (o de literatura sapiencial) de la Jahiliyyah. El hermano de Ka'b, Buḫayr, que se convirtió al islam antes que él, también era poeta. Las fuentes cuentan que Ka'b bin Zuhayr se negaba a convertirse y que incluso compuso sátiras contra el Profeta. Su hermano, que ya pertenecía al círculo del rasūl Allāh, lo incitó a hacer las paces con el nuevo orden. Ka'b escribió entonces un poema expresando que Buḫayr había aceptado costumbres (ḫuluq) que no eran las de su padre y madre. Buḫayr, a su vez, respondió en una qasida que sólo Alá, no 'Uzza y Allāt, diosas preislámicas, es la fuente de la salvación. Acorralado, sin encontrar protección,  se da cuenta de que "el ethos jāhilī se había ya roto" y busca entonces hacer las paces con el Profeta. Una vez que éste le hubo concedido el perdón, Ka'b le recitó la célebre qasida. De acuerdo con algunas versiones de la historia, el Profeta, agradecido, se quitó su capa, o burdah, hecho asociado a la inspiración profética, y se la entregó a Ka'b como signo de protección. Como afirma Michael Sells, una comprensión adecuada de esta historia que enmarca la qasida de Ka'b, "requeriría de una completa investigación sobre las relaciones entre los poetas y el Profeta en los orígenes del Islam" pero que el relato en sí "debe ser suficiente para ahondar en el rango de implicaciones simbólicas e históricas".

## Bānat Su'ād
Se trata, como ya se mencionó, de su qasida más célebre y de uno de los textos de mayor peso simbólico en la literatura árabe; es también uno de los ejemplos que ilustran mejor la estructura clásica de la qasida y, en particular, del género de alabanza. El poema se compone, según la estructura clásica de la qasida preislámica, de tres secciones temáticas: el nasīb, que narra la separación del poeta y la amada, Su'ād, donde el primero se delieta comparando la húmeda boca de la amada con el vino; el raḥīl, viaje, o sección sobre la nāqah (camella), que se centra en la descripción minuciosa de la montura del poeta y, finalmente, el madīḥ, la sección de alabanza, donde se lleva a cabo el panegírico del Profeta. La parte más famosa del panegírico es la siguiente (en traducción de Jaime Sánchez Ratia.):
inna ar-rasūla la-seyfun yustaḍā'u bihi -  muhannadun min suyūfi llahi maslūl
El Profeta, en verdad, es una luz que todos buscan, una de las espadas de Dios, desenvainada.